# Steatomys pratensis
Steatomys pratensis är en däggdjursart som beskrevs av Peters 1846. Steatomys pratensis ingår i släktet fettmöss och familjen Nesomyidae. Inga underarter finns listade i Catalogue of Life.
Steatomys pratensis är med en kroppslängd (huvud och bål) av 82 till 106 mm, en svanslängd av 40 till 55 mm och en vikt av 22 till 48 g en liten medlem av släktet fettmöss. Pälsen på ovansidan är rödbrun till mörkbrun och det finns en tydlig gräns mot den vita undersidan. Även på hakan och på strupen är pälsen vit. Huvudet kännetecknas av stora avrundade öron. Svansen bär endast några få hår och den är mörk på ovansidan samt ljusare på undersidan. Arten har fyra fingrar vid framtassarna och fem tår vid bakfötterna. Honor kan ha 10 till 14 spenar.
Arten förekommer med flera från varandra skilda populationer i Afrika söder om Sahara. Steatomys pratensis hittas från Kamerun och Sydsudan till Sydafrika. Gnagaren lever i låglandet och i bergstrakter upp till 1500 meter över havet. Habitatet utgörs av öppna savanner och andra gräsmarker.
Individerna är nattaktiva och de vistas på marken. De har underjordiska bon med de djupaste delarna 30 cm under markytan. Boet för ett exemplar hade fyra ingångar varav tre var förseglade med jord. Steatomys pratensis skapar sig liksom andra fettmöss ett fettskikt i kroppen under regnperioden. Under den torra perioden blir den mindre aktiv och den intar ibland ett stelt tillstånd (torpor). Födan utgörs främst av frön som kompletteras med gröna växtdelar och insekter. Parningen och ungarnas födelse sker under regntiden mellan januari och mars. Per kull föds upp till nio ungar.
För beståndet är inga hot kända. Hela populationen anses vara stabil. IUCN kategoriserar arten globalt som livskraftig.